# Tinikling

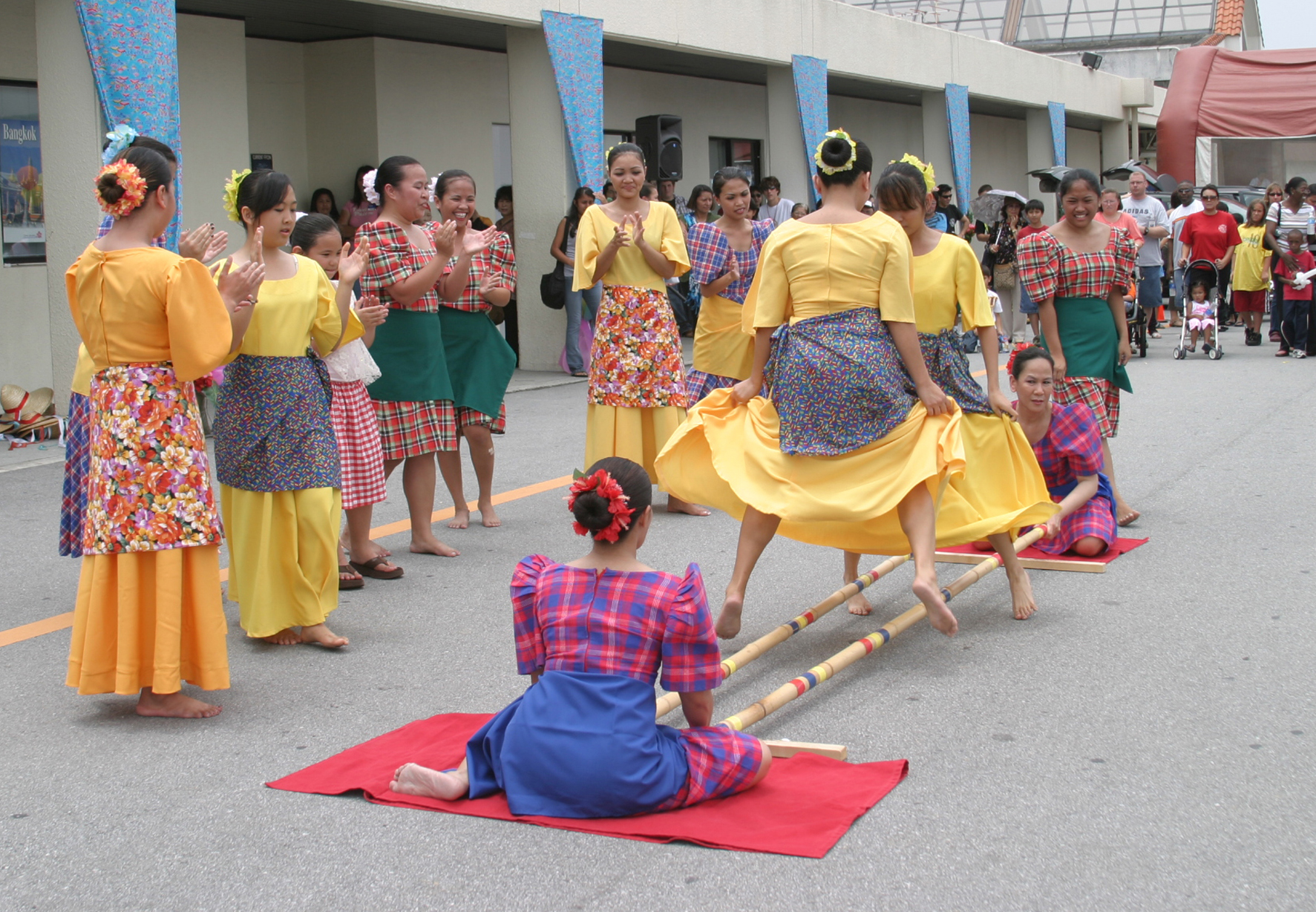
Tinikling-Tänzer einer philippinischen Folkloregruppe in Japan

Der  Tinikling ist ein indigener philippinischer Folkloretanz. Dabei bewegen sich ein oder mehrere Akteure tanzend zwischen zwei Bambusstangen, die dabei von zwei anderen Akteuren, einem Rhythmus folgend, abwechselnd auf den Boden und aneinander geschlagen werden. Laut der Philippinischen Informationsagentur (Philippine Information Agency) ist der Tinikling der Nationaltanz der Philippinen.

## Ursprung
Der Tinikling ist einer der ältesten Tänze auf dem philippinischen Archipel, dessen Ursprung auf der Insel Leyte zu suchen ist. Der Name bezieht sich dabei auf einen Vogel, der innerhalb des Inselstaates als Tikling bekannt ist; ein Begriff, der gemeinschaftlich für eine ganze Reihe von Rallenarten verwendet wird. Die Menschen von Leyte beschreiben den Tikling als einen Vogel, der eine sehr auffällige Gangart besitzt, wenn er sich zwischen Gras, Ästen und Hindernissen hindurchbewegt.
Es gibt verschiedene Geschichten über die Herkunft dieses Tanzes. Eine der bekanntesten erzählt davon, dass der Tanz unter Feldarbeitern entstanden sei. Als die Spanier die Philippinen beherrschten, arbeiteten die Einheimischen auf den riesigen Plantagen und Haziendas der Kolonialherrscher. Wenn jemand zu langsam arbeitete, so musste er harte Strafen fürchten. Eine Art der Bestrafung sah vor, dass man zwischen zwei mit Dornen bestückten Bambusstangen stehen musste, die dann gegeneinander und damit gegen die Füße des Delinquenten geschlagen wurden, wobei dieser durch Hüpfen versuchte, den schmerzhaften Schlägen zu entgehen. In ihre Gemeinschaften zurückgekehrt trainierten die Männer, den Schlägen der Bambusstangen zu entgehen. Dies soll die Grundlage des Tinikling gewesen sein, aus dem sich zuerst ein Wettkampf, dann eine Kunstfertigkeit und schließlich ein Tanz entwickelte. Später flossen die Bewegungen des Tikling-Vogels in den Tanz mit hinein und es entstanden die festgelegten Schritt- und Hüpffolgen, die den Tanz in seiner heutigen Form bestimmen.

## Beschreibung
Die Tänzer ahmen bei diesem Tanz die Bewegungen des Tikling nach, indem ihre Bewegungen den Gang dieses Vogels imitieren, wie er mit seinen langen Stelzen zwischen den Gräsern stolziert, sowie die Art, wie er über Äste rennt oder Bambusfallen ausweicht, die von den Reisbauern aufgestellt wurden. Die Bambusstangen stellen dabei die Hürden dar, die von dem Vogel überstiegen werden müssen.
In der Regel sind an dem Tanz vier Personen, vornehmlich zwei männliche und zwei weibliche Akteure, beteiligt. Das eine Paar nimmt die Tanzstellung ein, während das andere Pärchen die Handhabung der Bambusstangen übernimmt. Die Stangen sind etwa 9 Fuß (ca. 2,75 m) lang und liegen zu Beginn parallel horizontal nebeneinander auf dem Boden. Zu deren Handhabung positioniert sich das eine Pärchen an den Enden der Stangen und setzt sich mit dem Gesicht jeweils dem anderen zugewandt auf die Knie.
Der Tinikling umfasst dabei fünf fest vorgegebene Schrittfolgen, die vom Takt der Bambusschläge bestimmt werden. Alle Tanzschritte bestehen aus den Kombinationen von lediglich drei grundlegenden Vierviertel-Schritten. Diese drei Grundschritte werden als Singles (Einfachschritte), Doubles (Doppelschritte) und Hops (Hüpfschritte) bezeichnet.
Bei den ersten vier Schrittfolgen befinden sich die Tänzer jeweils auf gegenüberliegenden Seiten der Bambusstangen, während sie die letzte Folge von der gleichen Seite aus starten. Die Stangen bilden dabei ein zusätzliches taktgebendes Instrument, indem diese in einem festen Muster und im Rhythmus der Musik parallel in etwa Hüftbreite auf den Boden bzw. auf ein Stück Holz geschlagen werden, ehe man sie dann wieder gegeneinander klopft. Solange die Bambusstangen auf dem Boden geschlagen werden, hüpfen die Tänzer über und in den Freiraum zwischen den Stangen. Ehe die Stangen schließlich gegeneinander geschlagen werden, müssen die Akteure ihre Bewegungen abgeschlossen haben, damit ihre Füße nicht dazwischen geraten. Es ist darauf zu achten, dass hohle Stangen aus Bambus und nicht aus Rattan verwendet werden. Diese sehen den Bambusstangen sehr ähnlich, sind jedoch massiv, was die Verletzungsgefahr erhöhen würde.
Während des Tanzverlaufs wird der Schlagrhythmus immer schneller und härter, womit das Geräusch der aneinander schlagenden Stangen lauter und die Bewegungen der Tänzer im selben Maße schneller werden müssen. Sobald das eine Paar einen Fehler begeht, tauschen die Akteure die Plätze; das erste Paar übernimmt die Handhabung der Stangen und das andere den Tanz. Gerade die Herausforderung, dem schneller werdenden Rhythmus zu folgen, macht den Spaß unter Beteiligten und ebenso für den Zuschauer aus.
In Amerika wurde dieser Tanz in einen Rhythmus mit vier Schlägen geändert, um ihn der Musik anzupassen. In einigen Fällen wird er in Verbindung mit traditionellen Filipino Martial Arts vorgeführt, um die Schnelligkeit der Füße und deren Bewegungsfluss herauszustellen.
Tinikling wird im Englischen im Übrigen mit dem Begriff „Bambustanz“ übersetzt.

## Traditionelle Bekleidung
Bei dem Tanz tragen die Mädchen traditionell einheimische Kleidung wie den Balintawak (ein volkstümliches Kleid) und einen Patadiong (einen Rock). Die Jungen tragen ein Barong Tagalog (ein traditionelles Festgewand) und lange rote Hosen, bei dem ein Bein hochgekrempelt wird. Dabei führen sowohl die Männer als auch die Frauen den Tanz in der Regel barfüßig vor.